# Скарга, Дмитрий Юрьевич
Дмитрий Юрьевич Скарга (род. 5 июля 1970, Красноводск) — российский предприниматель и политический деятель.

## Биография
Родился 5 июля 1970 года в городе Красноводске Красноводского района Туркменской ССР (после 1993 года — город Туркменбашы Туркменбашийского этрапа Туркменистана).
В 1992 году окончил Ленинградскую государственную морскую академию имени адмирала Макарова.
С 1992 года по 24 марта 2000 года работал в должностях инженера по транспорту, заместителя начальника транспортного отдела и генеральным директором частных фирм, связанных с Геннадием Тимченко.
С 24 марта по 10 мая 2000 года находился на государственной службе в должности заместителя руководителя департамента экономики транспорта и связи Министерства экономики РФ.
С 15 мая 2000 года являлся генеральным директором ОАО «Современный коммерческий флот» («Совкомфлот»), которое на 100 % принадлежало государству. В начале октября 2004 года был уволен в соответствии с директивой премьер-министра Михаила Фрадкова. По одной из версий увольнение было связано со слишком активной приватизацией «Совкомфлота», чем были недовольны в правительстве. Должность генерального директора «Совкомфлота» занял помощник Фрадкова Сергей Франк. После увольнения получил золотой парашют в размере 1 миллиона долларов США.
Главой администрации Волгоградской области Николай Кириллович Максюта принял решение о назначении Дмитрия Скарги членом Совета Федерации от исполнительного органа государственной власти Волгоградской области. Выбор кандидатуры был обусловлен личным знакомством по периоду работы Николая Максюты в должности директора Волгоградского судостроительного завода и необходимостью лоббирования развития транспортной инфраструктуры региона на федеральном уровне. 28 октября 2004 года депутаты Волгоградской областной думы проголосовали за кандидатуру Дмитрия Скарги в качестве представителя исполнительного органа государственной власти Волгоградской области в Совета Федерации. Полномочия подтверждены 11 марта 2005 года. В Совете Федерации входил в комитет по бюджету, с июня 2005 года являлся заместителем председателя этого комитета, в комиссии по взаимодействию со Счётной палатой РФ, по делам молодёжи и спорту. Полномочия прекращены досрочно 25 сентября 2006 года.
Будучи членом Совета Федерации Дмитрий Скарга с рядом коллег подписал письмо в адрес генерального прокурора Владимира Устинова. В письме сенаторы просили провести проверку в отношении нового руководства ОАО «Совкомфлот», которое якобы закупает суда по завышенной стоимости. Позже стало известно, что сама компания подала иск в Высокий суд Англии и Уэльса на сумму более 300 миллионов долларов США. Среди ответчиков был указан и Дмитрий Скарга. Сторона истца намеревалась взыскать ущерб, который был нанесён из-за действий ответчиков, в том числе посредством заключения сделок в 2003—2004 годах, то есть в период, когда Совкомфлотом руководил Дмитрий Скарга. В январе 2007 года Генеральная прокуратура предъявила ему заочное обвинение в причинении имущественного ущерба путём обмана или злоупотребления доверием на сумму более 200 миллионов долларов США, к этому моменту экс-сенатор проживал в Лондоне, и власти Великобритании отказались выдать его России. В декабре 2010 года Высокий суд Лондана вынес решение, в котором отказал Совкомфлоту во взыскании компенсации ущерба с Дмитрия Скарги в связи с отсутствием вины. Попытки обжаловать это решение в Верховном суде Великобритании не увенчались успехом. Российское уголовное дело было окончено в 2018 году, когда Дорогомиловский районный суд Москвы вынес приговор, по которому Дмитрий Скарга заочно был признан виновным в организации преступного сообщества с использованием служебного положения, злоупотреблении полномочиями и растрате, легализации средств, полученных преступным путем, заочно приговорён к 12 годам колонии и 3 миллионам рублей штрафа.

## Семья
Женат, имеет сына и двух дочерей.

## Награды
Имеет следующие награды:
- Медаль «В память 300-летия Санкт-Петербурга»;
- почётная грамота Совета Федерации.